# 吉末陸一
吉末 陸一（よしすえ りくいち、1944年8月20日 - ）は、日本の実業家。元INGベアリングス日本代表、元INGベアリングス証券会長。

## 人物
山口県出身。一橋大学経済学部卒業後、日本長期信用銀行入行。
日本長期信用銀行では国内営業や海外勤務を長く務めた。1993年にはニューヨーク支店で副支店長を務め、日本長期信用銀行のアメリカ企業向け融資を統括。米企業の再建などを実現し、レバレッジ融資ランキングで長銀を7位に上げた。
日本長期信用銀行取締役等を経て、1999年にINGグループの投資銀行部門であるINGベアリングス日本代表に就任。

## 略歴
- 1944年 山口県生まれ
- 1969年 一橋大学経済学部卒業、日本長期信用銀行入行
- 1993年 日本長期信用銀行 営業第八部長
- 1995年 日本長期信用銀行 企業金融部長
- 1997年 日本長期信用銀行 取締役企業情報開発部長
- 1998年 日本長期信用銀行 執行役員営業第一部長
- 1999年 INGベアリングス日本代表
- 2000年 INGベアリングス証券会社会長
- 2003年 RBS証券会社東京支店顧問、RBS銀行東京支店顧問
- 2005年 ベルロックメディア監査役、セドナ・キャピタル監査役
- 2006年 郵船航空サービス監査役